# Kačanov
Kačanov je obec na Slovensku. Nachází se v Košickém kraji, v okrese Michalovce. Obec má rozlohu 5,78 km² a leží v nadmořské výšce 98 m. V roce 2011 v obci žilo 431 obyvatel. První písemná zmínka o obci pochází z roku 1304.